# Le guide musical
«Le guide musical» («Музичний гід») — франко-бельгійський щотижневий музичний журнал, що виходив у 1855—1917 роках.
Журнал був заснований в Брюсселі Петером Шоттом, власником бельгійського відділення відомого німецького музичного видавництва Schott. Керівником видання став Фелікс Деласс. Спочатку журнал був вельми скромним і мав локальний характер, найпомітнішою подією в його історії цього етапу стала публікація серії листів Петера Бенуа про нову фламандську музику. Ситуація почала поліпшуватися з 1873 року, коли Артюр Пужен став робити для журналу репортажі про події паризького музичного життя.
Розквіт журналу пов'язаний, перш за все, з ім'ям Моріса Куфферата, який дебютував на сторінках видання в 1873 році, а в 1887 році став наступником Деласса. На відміну від більшості співробітників журналу на першому етапі, Куфферат були шанувальником більш серйозної музики і перш за все Ріхарда Вагнера. 1889 року син Петера Шотта переніс редакцію журналу в Париж, і Куфферат не поїхав за ним, продовжуючи в той же час публікувати свої матеріали в кожному номері. Переїзд, однак, обернувся для видання фінансовою катастрофою, і 1892 року Куфферат викупив «Le guide musical» у нових власників. Він залишався біля керма журналу протягом усього його існування, перебуваючи в Брюсселі та підписуючи номера як директор, головний редактор або адміністратор; при цьому паризький офіс журналу також зберігся, і його очолював, також на посаді головного редактора, спершу в 1894—1905 роках Юг Імбер, а після його смерті — Анрі де Кюрзон. У 1901—1906 роках посаду директора-розпорядника журналу (у Брюсселі) займав Нельсон Ле Кім. У серпні 1914 року видання журналу було припинене у зв'язку з Першою світовою війною; спроба відновити його в 1916 році виявилася невдалою, вийшло всього кілька номерів.
У різні роки кореспондентами журналу були, зокрема, Едмонд ван дер Стратен, Едуард Шюре, Гі Ропарц, Жак-Далькроз, Мішель Кальвокорессі, Цезар Кюї та ін.